# 皮斯特里亞洛沃
48°22′1″N 22°48′4″E / 48.36694°N 22.80111°E
皮斯特里亞洛沃（烏克蘭語：Пістрялово）是位於烏克蘭西部外喀爾巴阡州的穆卡切沃區的村莊，始建於1500年，面積6.07平方公里，海拔高度136米，2001年人口773，人口密度每平方公里130人。